# میدلند (ایندیانا)
میدلند (به انگلیسی: Midland) یک منطقهٔ مسکونی در ایالات متحده آمریکا است که در شهرستان گرین، ایندیانا واقع شده‌است. میدلند ۱۹۹٫۹۵ متر بالاتر از سطح دریا واقع شده‌است.